# Norra Åkarps gamla kyrka

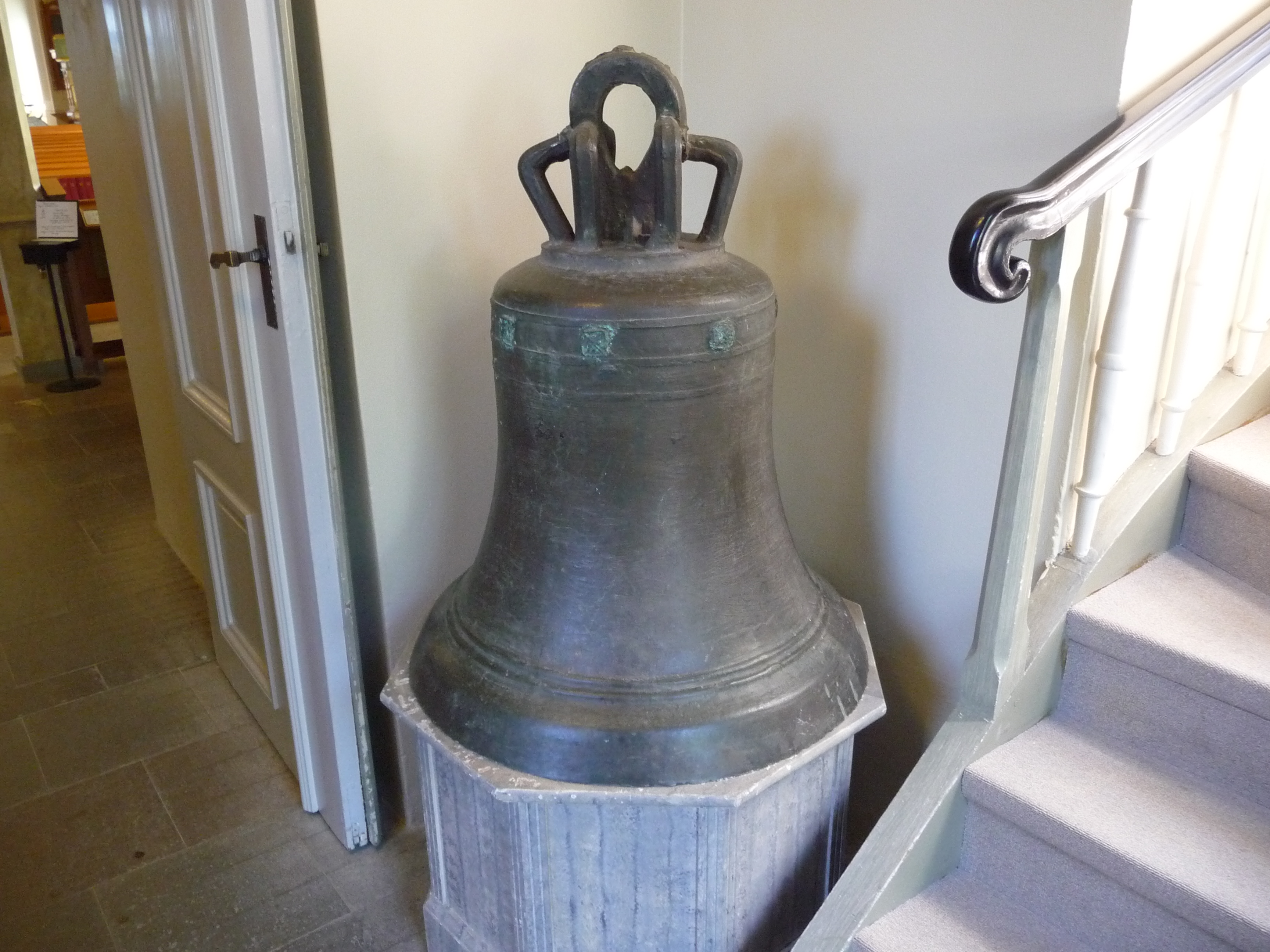
Norra Åkarps gamla kyrkas klocka.

Norra Åkarps gamla kyrka var en kyrka från sent 1100-talet revs år 1881 i samband med att den nuvarande kyrkan byggdes söder om den gamla. Den låg i Norra Åkarps församling i Bjärnum, Skåne.
Det var en enkel gråstensbyggnad med långhus och kor. Den hade valv av tegel och taket var ursprungligen sadelformat, men det ersattes år 1787 av ett brutet sadeltak för att göra plats åt socknens sädesmagasin som inrättades på kyrkvinden.
År 1982, på 100-årsjubileumet för invigningen av den nya kyrkan reste församlingen ett träkors på den plats där den gamla kyrkan hade stått.
När kyrkan revs återanvändes delar av byggnaden i byggden. Delar av kyrkoporten blev en dörr i ett svinstall, altarringen blev ett trappräcke och takbjälkarna användes vid nybyggen. Delar av inventariet återanvändes också, och den gamla kyrkoklockan från den fristående klockstapeln togs till den nya kyrkan. Rivningen, liksom uppförandet av den nya kyrkan, utfördes av byggmästaren M Nilsson från Kivik.
En av fornminnesföreningens pionjärer, Atto Peto, sände efter riksantikvarie Hans Hildebrandt som fotograferade och dokumenterade den delvis rivna kyrkan år 1881. Därefter skrev Hildebrandt att det nu var  ”intet hinder för kyrkan rifvande”.
Kyrkan med dess målningar och kyrkogårdens utseende hade redan 1872 besökts och noga beskrivits i både text och bild av  folklivsforskaren Nils Månsson Mandelgren, men den dokumentationen hade troligtvis glömts bort. Enligt den beskrivningen fanns det en 420 meter lång kyrkogårdsmur med två ingångar i öst och väst, samt en stiglucka i söder. Varje gård i socknen hade sin del av muren att underhålla, men det ansvaret togs snart över av kyrkan för att få ett enhetligare och jämnare utseende.
Den äldsta gravstenen på kyrkogården är en liten sten från 1680-talet.

## Kalkmålningar

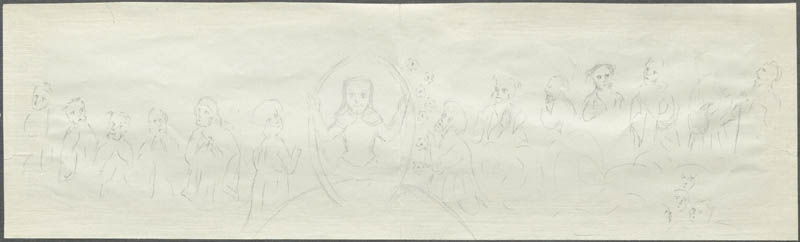
Skiss över kalkmålningarna.

Under tidigt 1400-talet målades kyrkan av Unionsmästaren, och under sent 1400-tal valvslogs den. Dessa kalkmålningar doldes troligen av valvslagningen, och återupptäcktes under rivningen av kyrkan, då de dokumenterades och ritades av. De bilder som fanns kvar visade Jesus med de tolv apostlarna samt ett tornerspel, men troligtvis hade hela kyrkorummet varit målat. Kyrkans kor har återskapats i Bjärnums museum, och där har Ida Flavum återskapat de målningar som dokumenterades, och försökt skapa sig en uppfattning av vilka färger som användes då bilderna som bevarades är svartvita. Även bevarade sniderier från den gamla kyrkan hänger i modellen av det gamla koret.